# Ashley Brown
Ashley Brown (née le 3 février 1982) est une actrice américaine.

## Filmographie
- 2006 : Mary Poppins (Broadway / New York City) : Mary Poppins
- 2010 : The Sound of Music (St. Louis)  : Maria
- 2010 : Limelight: The Story of Charlie Chaplin (San Diego / Californie) : Oona
- 2011 : Mary Poppins (Broadway / New York City) : Mary Poppins
- 2012 : Show Boat (Chicago) : Magnolia Hawks
- 2013 : Oklahoma! (Chicago) : Laurey Williams
- 2013 : Hello Dolly! (East Haddam, Connecticut) : Irene Molloy
- 2015 : My Fair Lady (Cape Cod) : Eliza Doolittle
- 2019 : Cinderella (St. Louis) : Marie/Marraine la fée